# Junta din Filipine
Junta din Filipine sau Sesiuni ale Juntei Companiei Regale din Filipine este o pictură în ulei pe pânză realizată în 1815 de pictorul spaniol Francisco Goya. Pictura este cea mai mare lucrare realizată de Goya. În acel an a fost însărcinat să comemoreze reuniunea anuală a Companiei Regale din Filipine din 30 martie la care au participat 51 de acționari și membri într-o perioadă în care Goya a fost deziluzionat de revenirea fostului exilat Ferdinand al VII-lea la Coroana spaniolă, care s-a îndepărtat de iluminare și a pus capăt speranțelor liberalilor spanioli pentru o Spanie mai progresistă.
Tabloul Junta din Filipine surprinde un moment în care, în mod neașteptat, Ferdinand a decis să participe la ședința Juntei, intenționând ca prezența sa să fie o afirmare a angajamentului său față de imperiu. Cu toate acestea, a avut efectul opus; economia și imperiul spaniol s-au aflat în ruine după războiul peninsular, Compania Regală a Filipinelor era la acel moment atât de neprofitabilă și de ineficientă cât și irelevantă, iar Ferdinand era un rege care nu învățase nimic din frământările din anii anteriori fiind înlăturat. Întoarcerea lui Ferdinand a dus la emigrare în masă și exil în rândul clasei intelectuale spaniole. Deși Goya a rămas în Spania câțiva ani și a continuat să-l înfățișeze pe regele său, a fugit și el în exil în Franța în 1824.
Ca și în cazul picturii Carol al IV-lea al Spaniei și familia sa din 1880, regele spaniol este înfățișat în mod fastuos. Ferdinand este prezentat în mijlocul părții centrale a tabloului, așezat la o masă ridicată și flancat de asociați înfricoșai. În stânga sa stă Miguel de Lardazibal, ministru pentru Indii, care a fost închis în septembrie același în și forțat să se exileze de către coroană. În fața acestor bărbați, membrii adunării sunt adunați în două grupuri împărțite la stânga și la dreapta, despărțite de covor. O întindere de lumină se revarsă pe podea, răspândită în fața monarhului absolut și localizată dintr-o sursă situată lângă privitorul picturii. Deși lucrarea a fost realizată la comandă și urma să atârne în sala ceremonială în care a fost realizată, scoate în evidență într-o manieră neplăcută centralizarea și modul tiranic de conducere al regelui. Pentru istoricul de artă Albert Boime, pictura arată un monarh care guvernează nu prin respect, ci prin ultima soluție; puterea absolută și frica.